# Iznatoraf
Iznatoraf è un comune spagnolo di 1 273 abitanti situato nella comunità autonoma dell'Andalusia.

## Geografia fisica
I confini comunali sono segnati, per un breve tratto, dai fiumi Guadalimar a nord e Guadalquivir a sud.